# Dendrochilum lacinilobum
Dendrochilum lacinilobum är en orkidéart som beskrevs av Jeffrey James Wood och Anthony L. Lamb. Dendrochilum lacinilobum ingår i släktet Dendrochilum och familjen orkidéer. Inga underarter finns listade i Catalogue of Life.